# Пан Тадеуш
«Пан Таде́уш» (пол. „Pan Tadeusz“) — крупнейшее произведение Адама Мицкевича, эпическая поэма, написанная в 1832—1834 в Париже, где поэт жил в эмиграции, и изданная там же в 1834 году. Состоит из 12 частей («книг») общим объёмом почти в 10 тысяч строк (польский александрийский стих, то есть силлабический тринадцатисложник). Полное название — «Пан Тадеуш, или Последний наезд на Литве. Шляхетская история 1811—1812 годов в двенадцати книгах, писанная стихами» (Pan Tadeusz czyli Ostatni zajazd na Litwie. Historia szlachecka z roku 1811 i 1812 we dwunastu księgach wierszem pisana). «Наезд» (пол. zajazd) — способ исполнения решения суда, практиковавшийся шляхтой давней Речи Посполитой, заключавшийся в насильственном захвате чьего-либо имения или земли, которую пользователь не желал возвращать законному владельцу.

## Описание
Действие поэмы происходит на протяжении пяти дней в 1811 году и одного дня в 1812 году на берегах Немана, «на Литве» (в бывшем Великом княжестве Литовском) перед нашествием Наполеона на Россию. Главные герои поэмы — Тадеуш и Зося, представители двух соперничающих шляхетских фамилий — Соплиц и Горешков. Замысел поэмы перерос из идиллии (образцом для которой была идиллия Гёте «Герман и Доротея») в широкую эпическую картину, сочетающую бытовую, военную, любовную и патриотическую линии. В поэме настолько правдиво и подробно воссозданы картины жизни, быта и нравов польской и литовской шляхты (описание охоты, пиров, празднеств, обычаев), что ещё при жизни автора она получила характеристику «Энциклопедия польской жизни».
«Пан Тадеуш» был последним крупным художественным произведением Мицкевича, впоследствии он практически перестал писать стихи и в последние двадцать лет жизни в основном сосредоточился на публицистике.
«Пан Тадеуш» начинается со знаменитого признания в любви к Литве (Мицкевич родился близ Новогрудка, ныне Беларусь):
Litwo! Ojczyzno moja! ty jesteś jak zdrowie.

Ile cię trzeba cenić, ten tylko się dowie,

Kto cię stracił. Dziś piękność twą w całej ozdobie

Widzę i opisuję, bo tęsknię po tobie.

Литва! О родина! Ты — как здоровье. Тот

Тебя воистину оценит и поймет,

Кто потерял тебя. Теперь живописую

Тебя во всей красе, затем, что я тоскую.
В поэме создан полный ностальгии и юмора образ красочных, но исторически обречённых шляхетских нравов. С самого начала поэма получила огромную популярность среди польских и литовских эмигрантов. Считается польской национальной эпопеей и шедевром словесной живописи. Классические иллюстрации к поэме создал Михал Эльвиро Андриолли. «Пан Тадеуш» экранизирован впервые в 1928 польским режиссёром Рышардом Ордынским. Новейшая экранизация создана в 1999 Анджеем Вайдой.
Автограф поэмы с 1870-х годов хранился в библиотеке Ossolineum во Львове, в специально для него сделанном художественном ларце из тёмного дерева и слоновой кости. В 1946 году вместе с основными фондами библиотеки Оссолинских рукопись перевезена во Вроцлав, где находится и сейчас.
Поэма «Пан Тадеуш» была самым издаваемым в Польше произведением польской художественной литературы в 1944—2004 годах: в этот период было выпущено 155 изданий общим тиражом 9,791 млн экземпляров.

## «Пан Тадеуш» в русских переводах
Полные переводы поэмы А.Мицкевича на русский язык:
- Перевод Николая Берга — 1875 г. (отдельное издание)
- Перевод Владимира Бенедиктова — 1882 г.
- Перевод Сусанны Мар (Аксёновой) — 1954 г. (отдельное издание)
- Перевод Музы Павловой — 1954 г.
- Перевод Святослава Свяцкого — 1998 г.

## Иллюстрации
- «Сбор грибов». Иллюстрация Франтишека Костшевского. 1860 г.
- Иллюстрация Михала Андриолли к книге 6